# 妖精物語ロッド・ランド
『妖精物語ロッド・ランド』（ようせいものがたりロッド・ランド）は、ジャレコが1990年4月に発売した業務用ビデオゲーム。妖精の兄妹が母を助けるために魔物の住む塔に乗り込む、2人同時プレイが可能なアクションゲームである。
ジャレコのシステム基板「メガシステム1」の第10弾として発売された。
1991年には欧州でAmiga、Amstrad CPC、Atari ST、コモドール64、ZX Spectrum版が、1992年にファミリーコンピュータ、1993年にゲームボーイが発売された。
アーケード版は2007年に欧州にてWindows Mobile用ソフトとして配信されたほか、2011年にはiOS用ソフトとして配信。2021年にPlayStation 4、Nintendo Switch版がアーケードアーカイブスで配信された。ファミリーコンピュータ版は後にPlayStation用ソフト『ジャレココレクション Vol.1』（2003年）に収録された。

## 概要
正面図で表現された固定画面で、リット（プレイヤー2はタム）を操作し、画面内の敵を倒すゲーム。画面内に配置された敵を全て倒すと面クリア。30面をクリアすると終了し、裏面をプレイするための方法（後述）が表示される。裏面も30面。
4方向レバーでの上下左右移動、攻撃ボタン、はしごボタンでリットを操作する。敵キャラクターに触れると1ミスで残数が一つ減る。プレイヤーの残数がなくなるとゲームオーバー。
妖精の村に住むリットとタムが、父の形見「シーサノモの杖」と長老フォルックから譲り受けた「にじのくつ」を手に繰り広げるアクション。表面と裏面の二種類のストーリーがある。
表面（1話・サブタイトルは「母を求めて30階」）は、主人公リットとタムを操作し、魔物によって「マブーツの塔」の頂上に連れ去られた母を助け出すことがこのゲームの目的。
裏面（2話・サブタイトルは「閉ざされた世界」）は、空から現れ、地表に降り立ったピラミッドから地震が発生、調査の為にピラミッドに父と一行が乗り込んだのが5年前。リットとタムが後を追ってピラミッドの中に潜り、探索するというもの。
表面と裏面の切り替えは、コイン投入後のタイトル画面で、レバーを上上上（裏面へ）もしくは下下下（表面へ）の操作にて行う。
面（シーンと呼ばれている）には、通常面とボス面がある。
本作の音楽は、当時ジャレコに所属していた多和田吏が担当している。
なお、本作はジャレコが以前発売した『プラスアルファ』と世界観を共有しており、その世界観は『ソルダム』にも引き継がれている。

## ゲーム内容

### 通常面
主人公を操作し、制限時間内に各種の魔物（といってもコミカルな絵柄と動きで、ほのぼのさを演出する）を全て倒せば、次の面に進むことができる。制限時間内に全ての敵を倒せなかった場合、残った敵は雲状の敵に変身、5体未満の場合は増援が加わって5体（以上）の雲状の敵が出現する。この雲状の敵を全て倒せば、次の面に進むことができる。雲状の敵に触れた場合、1ミスとなり、強制的に次の面に進むことになる。また、雲状の敵を倒せなかったとしても、更に制限時間が経過すれば、強制的に次の面に進むことになる（つまり、やり過ごせば一応は面を進めることができる）。
3回の叩きつけ（後述）によって倒した敵は、攻撃アイテムに変身する。攻撃アイテムは、他の敵を倒すために使うことができる。攻撃アイテムによって倒された敵は、高得点のフルーツアイテムに変身する。
画面上のフラワーアイテム（裏面ではダイヤアイテム）を全て取ると、敵が一定時間カプラに変身する。触れると1ミスであることに変わりはないが、カプラを倒すと攻撃アイテムではなくEXTRAアイテムが出現する。E、X、T、R、Aの5種類のEXTRAアイテムを集めると、主人公の残数が一つ増える。主人公の残数を増やす方法は、この方法のみである。点数による残数加算はない。

### ボス面
主人公を操作し、ボスに一定以上のダメージを与えることで、次の面に進むことができる。ほとんどの中ボスに関しては、制限時間が経過すれば強制的に次の面に進むことができる。ボスを攻撃するには、シーサノモの杖による直接の魔法電撃と、雑魚キャラのカプラを倒すことで出現する攻撃アイテムが有効である。雑魚キャラだけでなく、ボスに触れても1ミスとなる点に注意する必要がある。

### システム
4方向レバー、攻撃ボタン、はしごボタンを使用して主人公を操作する。横方向への移動は、床がある限り、画面の端から端まで自由に移動できる。両端は行き来できない。縦方向への移動は、はしごの昇り降り、床のない場所からの自由落下、上昇する風船（速度違いで3種類あり、緑黄紫の順に上昇速度が上がる）に乗る、といった方法でのみ移動できる。上端と下端は行き来できない。また、ジャンプは行えない。
敵を倒すためには、シーサノモの杖を用いる。主人公が停止状態で攻撃ボタンを押すことで、シーサノモの杖から魔法の電撃が進行方向に向かって一定距離発せられる。但し、床の上、はしごの上、風船の上でのみ攻撃可能であり、はしごの昇降中（昇降中はキャラクターが奥向きに）や自由落下中は攻撃できない。
通常面においては、魔法の電撃が敵に命中した場合、敵との距離に応じて「敵の動きを一時的に止める（遠距離の場合、敵をツンツンと突っつくアクションとなる）」「敵を封じ込める（近距離の場合、シーサノモの杖からは電撃が出続ける）」のいずれかの動きとなる。敵を封じ込めた状態で更に攻撃ボタンを押すことで、敵を反対方向（主人公が右向きなら主人公の左に、主人公が左向きなら主人公の右に）に叩きつけることができる。叩きつけた後も敵を封じ込めた状態は継続される。同じ敵に対して叩きつける動作を3回行うことで、敵を倒すことができる。なお、叩きつける動作の3回は、1度の封じ込めでなくともよい。3度の封じ込めで、1度ずつ叩きつけてもよい。
ボス面においては、通常面での「敵をツンツンと突っつくアクション」のみとなり、敵に命中した場合、ダメージが与えられる。ボス面の雑魚キャラは、突っつく動作で魔法の電撃を一度当てるだけで倒すことができる。雑魚キャラのうち、カプラを倒すと攻撃アイテムに変身するが、ボス面の攻撃アイテムは雑魚キャラには効かず、ボスに対してのみ有効である。ボスは複数回、魔法の電撃や攻撃アイテムの攻撃弾を当てる必要がある。
封じ込めや叩きつけの動作には、以下の性質がある。
- 封じ込め中は、敵の下に床がなくとも、敵は自由落下せず封じ込めを継続することができる。
- 封じ込め中、主人公が移動すると、封じ込めは解除される。封じ込めが解除されると、封じ込められていた敵は魔法の電撃からの回復のため、しばらく動きを止め、その後、通常に移動することになる。但し、封じ込められていた敵の下に床がない場合、敵は自由落下し、着地後すぐに移動可能となる。
- 主人公の移動によって封じ込めが解除された敵が回復するまでに、攻撃ボタンにより、もう一度封じ込めることは可能。この場合、敵の進行方向が左右逆転する。（敵の回復後の進行方向を制御することができる。）
- 同時に複数の敵を封じ込めることはできない。敵が2体ならんで主人公に迫っている場合、1体を封じ込めても残り1体は主人公に迫りつづけることになる。
- 叩きつける先に別の敵がいる場合、叩きつけにより、叩きつけた先の敵を倒すことができる。叩きつけた先の敵の場所が床の上である場合、封じ込めは解除されない。床の上でない場合（はしごの昇降中など）は、封じ込めは解除される。なお、別の敵に叩きつけた場合、封じ込めていた敵の叩きつけ回数は加算されない。
- 叩きつける際、封じ込めた敵を一度主人公の上空に振り上げた後、左右反対の位置に叩きつけることになる。主人公の上空に別の敵がいた場合、上空の敵に叩きつけた扱いとなる。が、封じ込めは解除されるため、解除された敵が主人公の上に降ってくることに……。
- 主人公が画面の端にいる場合、画面の端を越えて反対側に叩きつけることはできないため、封じ込められていた敵は主人公の上空に振り上げた段階で封じ込めが解除されてしまう。結果、解除された敵が主人公の上に降ってくることに……。
- 封じ込めている間でも、敵に接触するとミスになる。一人でプレイしている限り、封じ込めている敵に接触することはないが、二人協力プレイでは他のプレイヤーにぶつけてしまう（叩きつけてしまう）場合がある。

画面上に始めからあるはしご以外に、主人公ははしごボタンを押すことにより、一つ（リットとタムそれぞれで一つずつ）追加ではしごを作ることができる。レバーを下にいれた状態であれば下方向にはしごが作られ、それ以外であれば上方向にはしごが作られる。はしごは、画面を枡目に区切った位置に正規化されて作られる。過去にはしごを作ってある場合、そのはしごはなくなり、主人公の位置に作られる。はしごを作るためには、主人公が「床の上」にいるか「（主人公が作成したはしご以外の）はしごの上端あるいは下端」にいる必要がある。既に別のはしごがある場所にはしごを作ることはできない。
また、一部の面ではワープドアが出現する。ワープドアの位置でレバーを上に入れると、対応するワープドアの位置にワープする。ワープするのは敵も同じであるため、ワープ先付近の敵の挙動にも気を配る必要がある。また、ワープ移動には少し時間がかかり、ワープ中も接敵判定はあるので、敵から追いかけられているときにワープで逃げるのは危険である。

### ゲームオーバー
主人公の残数を全て失うとゲームオーバーとなる。また、最終面クリアによっても強制的に終了（ゲームオーバー）となる。

## 登場キャラクター

### プレイヤーキャラクターおよびお助けキャラ
リット1プレイヤー側が操作するゲームの主人公。ピンク色の髪。タムの妹。停止中は、一定時間ごとにウインクする、面クリア時にポーズを取ってくれるなど、可愛い仕草を見せる。
タム2プレイヤー側が操作するゲームの主人公。紫色の髪。リットの兄。
カプラ画面上の全てのフラワーアイテムを取ることで、雑魚キャラは一定時間この姿に変えられてしまう。カプラに変身させられているといっても敵に変わりはない。触れると痛い（1ミス）のは同じ。
ウエスティーベルEXTRAアイテムを全種揃えた場合に登場する、勇気（主人公の残数）を一つ授けてくれる妖精。表面と裏面では絵が異なる。

### 雑魚キャラ
フルフル肌色で縦長のキャラ。特殊な攻撃は行わない。
雲制限時間以内に敵を倒さなかった場合に、画面上の敵は全て雲状の敵に変身する。さらに、画面上の敵の残り数が5体未満である場合、5体となるように画面上部から増援が（制限時間切れのタイミング1回のみ）かかるようになっている。移動速度は他のキャラに比べて速いため、捌くのが困難。

### ボスキャラ
クロコワーニシーン3終了後に登場する「ワニ」型の中ボス。上段、中段、下段に床が用意され、その左右に1体ずつ、計6体のワニが出現する。これを全て倒せばクリア。主人公と同じ段にいるワニ（左右両側にいる）は、口から雑魚キャラ（小さいワニやカプラ）を吐き出す。カプラを倒すと「飛び跳ねるボール」型の攻撃アイテムに変身する。雑魚キャラは、最初は単に床の上を一定方向に歩いてくる（端までいけば消える）のみだが、制限時間が経過すると飛び跳ねてくるようになる。制限時間後は、1体のボスワニを倒すだけで面クリアとなる。さらに制限時間が経過すると、強制的に面クリアとなる。
ウジラシーン12終了後に登場する「クジラ」型の中ボス。画面下部の床の下から定期的に顔を出し、噴水口から雑魚キャラ（小さいクジラやカプラ）を吐き出してくる。雑魚キャラは床の上を一定方向に歩いてくる（端までいけば消える）のみだが、数が多いため、捌くのが困難。ボスクジラの弱点は目で、目を一定回数攻撃するか、制限時間が経過すると面クリアとなる。
ゾウサンシーン18終了後に登場する「ゾウ」型の中ボス。画面上部をゾウが飛び交う。ゾウは雑魚キャラ（小さいゾウやカプラ）を落としてくる。カプラを倒すと「上方向に進むミサイル弾」型の攻撃アイテム（画面上部を飛び交う中ボスへの攻撃に適している）に変身する。雑魚キャラは床の上を一定方向に歩いてくる（端までいけば消える）のみ。中ボスは、たまにプレス攻撃（床の上に落下する）を仕掛けてくる。ミサイル弾やプレス攻撃直後に直接攻撃することにより、一定回数攻撃するか、制限時間が経過すると面クリアとなる。
バイソンホードシーン31終了後に登場する「牛」型の表面の最終ボス。第一段階では、画面上部を牛が跳ねる。8回に1回、高くジャンプし、その時にプレイヤーの位置に着地点を合わせてくる。ジャンプする牛を潜りつつ、着地時に直接攻撃を16回当てると、第二段階に移る。第二段階では、キャラがやや大きくなり、低空飛行、上空飛行と急降下を繰り返す。第三段階では、キャラが更に大きくなり、出現と消失を繰り返す。出現時には雑魚キャラ（小さい牛やカプラ）を投げつけてくる。カプラを倒すと「上方向に進むミサイル弾」型の攻撃アイテムに変身する。第四段回では、キャラが更に大きくなり、空中浮遊、浮遊しながら左右移動、着地を繰り返す。着地時に「地面を踏みつけ（巨大な岩が降ってくる）」「青い炎×3を吐き出す（青い炎は一定距離、プレイヤー向けて移動してくる。攻撃で倒すことはできない。はしごを使ってもはしごをよじ登ってくるが、はしごをうまく使ってやりすごす必要がある）」の攻撃を繰り返す。
移動城ギアダータ裏面シーン3終了後に登場する「戦車」型の中ボス。ランダムに出現と消失を繰り替えしながら、出現の度に攻撃弾（着弾地点に一定時間火が上がる）を発する。画面上部からは雑魚キャラ（小さい戦車やカプラ）が降ってくる。
ヘリコプター裏面シーン13で登場する、「ヘリコプター」および「ヘリコプターのコントローラ」型の中ボス。左右の端に、縦に4個ずつ、計8個の「ヘリコプターのコントローラ」が出現する。これらをすべて破壊すればクリア。コントローラは頻繁にスイッチが入り、ヘリコプターが画面端から端（縦方向、横方向、横方向でやや上下に蛇行）に飛んでいく。ヘリコプターを破壊しても、コントローラにダメージを与えられる。
ロボット裏面シーン19で登場する、「ロボット」型の中ボス。2体のロボットが、一方は画面を右回りに、他方は左回りに旋回し、主人公と縦横いずれかが合えば、攻撃弾を撃ってくる。また、時々画面中央に合体し、全方位型の攻撃弾を撃ってくる。
移動城ギアダータ（本物）裏面シーン31で登場する、エンジンと呼ばれる「脳みそ」型のラスボス。浮遊の後、停止し、長い触手を伸ばしてくる。「高速に伸ばす動作を複数回行う」「高速に下方向に伸ばした後、扇状に広げる動作を行う」の2パターンの伸ばし方がある。敵は床まで降りてこないので、伸ばした触手を攻撃するか、はしごに昇ってはしごの上から攻撃する必要がある。
セキーロ・パパ裏面シーン32に現れる裏面の最終ボス。ボール状のキャラとなり、画面端で跳ね返る動きをする。時間とともにキャラは分身（するが大きさは変わらない）し、最大4つのボールを避けつつ、直接攻撃を当てなければいけない。

### 登場アイテム
フラワーアイテム（裏面ではダイヤアイテム）ボーナスアイテム。取ることで点数加算され、画面上の全てのフラワーアイテムを取ることで、敵を一定時間カプラに変えることができる。攻撃ボタンを押すことなく連続して取ると50→100→200→400→800と点数が上がる。800点以降はずっと800点であるが一度でも攻撃ボタンを押すと50点に戻る。
攻撃アイテム敵を叩きつけ3回で倒すと、攻撃アイテムに変身する。攻撃アイテムには、「横方向に進む攻撃弾（単発の敵が対象）」「床の上をボールが弾むように進む攻撃弾（単発の敵が対象）」「四方に分裂して（重力を無視して）進む攻撃弾（単発の敵×4体が対象）」「爆発弾（複数の敵が対象）」「左右ワイドな範囲で攻撃する攻撃弾（複数の敵が対象）」があり、どの敵がどの攻撃アイテムに変身するかは事前に決められている。
フルーツアイテム攻撃アイテムによって倒された敵は、この高得点アイテムに変身する。

### その他背景
ワープドア偶数個配置され、各ワープドアはどれか別のワープドアと結びついている。敵はワープドアに差し掛かると、結びついている別のワープドアにワープする。主人公は、ワープドアでレバーを上に入れることでワープすることができる。
鉄球表面の25面から登場。上下あるいは左右に振り子のように移動する。触れると痛い（1ミス）。敵も、鉄球が進路を塞いでいる場合は、立ち止まって鉄球をやり過ごしてから移動を再開する。

## 移植版
| タイトル                                        | 発売日                | 対応機種                                            | 開発元                         | 発売元              | メディア                                | 型式               | 備考                                    |
| ----------------------------------------------- | --------------------- | --------------------------------------------------- | ------------------------------ | ------------------- | --------------------------------------- | ------------------ | --------------------------------------- |
| Rod Land                                        | 1991年                | Amiga Amstrad CPC Atari ST コモドール64 ZX Spectrum | The Sales Curve                | Storm               | フロッピーディスク                      | -                  |                                         |
| 妖精物語ロッド・ランド                          | 1992年12月11日 1993年 | ファミリーコンピュータ                              | The Sales Curve                | ジャレコ Storm      | 1メガビットロムカセット                 | JF-39              |                                         |
| 妖精物語ロッド・ランド                          | 1993年5月21日 1993年  | ゲームボーイ                                        | The Sales Curve                | ジャレコ Eurocom    | 512キロビットROMカートリッジ            | DMG-RLJ DMG-RL-NOE |                                         |
| ジャレココレクション vol.1                      | 2003年10月23日        | PlayStation                                         | PCCW Japan （移植担当）        | PCCW Japan          | CD-ROM                                  | SLPS-03562         | ファミリーコンピュータ版の移植          |
| Rod Land                                        | 2007年1月             | Windows Mobile                                      | Magic Productions （移植担当） | Telcogames          | ダウンロード                            | -                  | アーケード版の移植                      |
| 妖精物語ロッド・ランド                          | INT 2011年9月6日      | iPhone iPad (iOS)                                   | DotEmu （移植担当）            | DotEmu              | ダウンロード                            | -                  | アーケード版の移植                      |
| 妖精物語ロッド・ランド                          | INT 2021年1月7日      | PlayStation 4 Nintendo Switch                       | ハムスター （移植担当）        | ハムスター          | ダウンロード （アーケードアーカイブス） | -                  | アーケード版の移植 国内版と海外版を収録 |
| Jaleco Arcade 1                                 | 2022年7月29日         | Evercade                                            | ジャレコ (移植元）             | Blaze Entertainment | ROMカートリッジ                         | -                  | アーケード版の移植 オムニバス内の1本    |
| ジャレコレ ファミコン編：妖精物語ロッド・ランド | INT 2025年（予定）    | Nintendo Switch                                     | シティコネクション (移植担当） | シティコネクション  | ダウンロード                            | -                  | ファミリーコンピュータ版の移植          |

### ファミリーコンピュータ版
アーケード版との相違点
- 演出上、ほのぼの感よりもダーク色が強い
- ウサギやサルなど、一部の敵の移動速度が速くなっている
- 電撃で封じ込めた敵を叩きつける際、叩きつけ先が床でないと電撃が解除されてしまう
- 電撃で封じ込めた敵を別の敵に叩きつけても倒せるわけではない
- オプション設定によって、ジャンプ可能となっている
- フラワーアイテムやダイヤアイテムをすべて取った場合の、敵をカプラに変える時間がかなり長くなっている
- ウエスティーベルによる演出をスキップできる

## スタッフ

### アーケード版
- プログラム
  - メイン：SAS.Hide
  - スペシャル：GORO
  - 背景：GONZARES
  - アシスト：PAPA.S（せきやひとし）
- グラフィック
  - メイン：KOJI ETO（衛藤浩二）
  - CHR：MASAHITO（高橋将人）
  - 背景：KEIGIRO
  - アシスト：YUKI.A（あらいゆき）
- サウンド
  - メイン：TAWADA（多和田吏）
  - プログラム：WINKYUMA
  - ボイス：H.EPPIN
- MOMONGA（森谷忠明）

### ファミリーコンピュータ版
- 音楽プログラム、SFX：サイモン・ピック
- グラフィック：ジュールズ・ワトシャム、ショウン・マクルーア、ロバート・ウィテカー
- 開発ツール：デヴィッド・C・ボウラー、グレッグ・マイケル、スティーブ・パーマー
- ファクシーズ・フォン、ファイル：ロブ・ヘンダーソン
- 品質管理部門：ジェームス・ロフタス、トム・プロッサー、ポール・ロジャース、リチャード・アレン、アンドリュー・メイクル

## 評価

### ファミリーコンピュータ版
ゲーム誌『ファミコン通信』の「クロスレビュー」では合計21点（満40点）、『ファミリーコンピュータMagazine』の読者投票による「ゲーム通信簿」での評価は以下の通り14.8点（満30点）となっている。
| 項目 | キャラクタ | 音楽 | お買得度 | 操作性 | 熱中度 | オリジナリティ | 総合 |
| 得点 | 2.6        | 2.6  | 2.314.8  | 2.4    | 2.2    | 2.7            | 14.8 |

### ゲームボーイ版
ゲーム誌『ファミコン通信』の「クロスレビュー」では、7・4・6・5の合計22点（満40点）、『ファミリーコンピュータMagazine』の読者投票による「ゲーム通信簿」での評価は以下の通り18.9点（満30点）となっている。
| 項目 | キャラクタ | 音楽 | お買得度 | 操作性 | 熱中度 | オリジナリティ | 総合 |
| 得点 | 3.5        | 2.8  | 3.1      | 3.2    | 3.2    | 3.2            | 18.9 |

## 備考
- フラワーアイテムを全て取った場合に、画面上の敵はカプラに変身する。このカプラは、ジャレコの先発作品である『プラスアルファ』（1989年）においてお助けキャラとして登場しているキャラである。
- このゲームのキャラは一部、ジャレコの後発作品である『ソルダム』（1992年）に登場している。ソルダムの「セキーロモード」では「マブーツの塔を舞台に、マブーツを倒す」という、ROD-LANDに似たストーリー仕立てとなっている。ロッド・ランドの敵キャラの大半の名前は公表されていないが、「ソルダム」で名前が確認できるものがある。なお、『ソルダム』は、いわゆる落ちもの系のゲームで、ゲームシステムとしてはまったく異なるものである。
- セキーロ・パパは、本作で倒された際、計画が終わっていないこと、別の世界で計画を実現するつもりであることを告げている。セキーロ・パパは、『プラスアルファ』や『ソルダム』にも登場しているが、計画が何であるのかは不明のままとなっている。なお、別世界とはプラスアルファの世界のことである。
- 80万点を越えると、点数が動くたびに100万点が入ってしまうという、必ず発生するバグが存在する。現在のところトッププレイヤーのスコア争いは100万点の桁が0か1であることを前提にスコアの下6桁だけを見て行われる。裏面はボーナス面が多いのでこの状態になりやすい。
- 表面のクリア後には、裏面へ切り替え操作方法が、裏面のクリア後にはスタッフロールが表示される。
- DIPスイッチの設定で、裏面からのスタートを標準にできる。この場合、表面をプレイするには先述のコマンド入力が必須となる。また、この設定時は、タイトル画面が専用のグラフィックになり、プレイデモのシーン（ステージは裏面で、BGMは表面のまま）やランキング画面で表示される敵キャラクターも裏面のものになる。これらは、通常の設定では見ることができない。
- 攻撃アイテムを使って敵を倒すと1000～5000点のフルーツアイテムに変わる。このうち、3000点と表示されるさくらんぼうは1000点、4000点と表示される梨は2000点しか入らない。
- 『そるだむ 開花宣言』ではイラストとキャラクターデザインが一新され、リットとタムの身長が伸びた。